# Hydroptila kirilawela
Hydroptila kirilawela är en nattsländeart som först beskrevs av Schmid 1958.  Hydroptila kirilawela ingår i släktet Hydroptila och familjen smånattsländor. Inga underarter finns listade i Catalogue of Life.